# دون ماكليستر
دون ماكليستر (بالإنجليزية: Don McAllister) (26 مايو 1953 في المملكة المتحدة - ) هو مدرب كرة قدم ولاعب كرة قدم بريطاني في مركز الدفاع. لعب مع بولتون واندررز وتشارلتون أثلتيك وتوتنهام هوتسبير ونادي روتشديل ونادي فيتوريا سيتوبال وواشنطن ديبلومتس وتامبا باي راوديز.

## وصلات خارجية
- دون ماكليستر على موقع قاعدة بيانات كرة القدم.إي يو (الإنجليزية)